# Krzysztof Bielski
Krzysztof Bielski (ur. 29 czerwca 1957 w Bartoszycach) – polski poeta i lekarz.
W 1985 r. uzyskał dyplom Akademii Medycznej w Białymstoku. Debiutował w Kormoranie Literackim w Olsztynie w 1973 r. Publikował w periodykach literackich województwa warmińsko-mazurskiego oraz w periodykach ciechanowskich. Wydał trzy tomiki poezji: Szkice do portretu (1986), Dotyk błękitu (2001) i Wołanie błękitu (2003). Członek Unii Polskich Pisarzy Lekarzy (od 1997), Oddziału Ciechanowskiego ZLP (w latach 2002–2009), członek Związku Literatów na Mazowszu. Mieszka i pracuje w Płońsku.